# Matthew Wilder
Matthew Wilder, född Matthew Weiner 24 januari 1953 är en amerikansk musiker som hade en hit 1983 med låten "Break My Stride". Wilder producerade även albumet Tragic Kingdom med bandet No Doubt. Han har även arbetat med Miley Cyrus på hennes Hannah Montana-sång "G.N.O. (Girls Night Out)".

## Diskografi (urval)
Studioalbum (solo)
- 1983 – I Don't Speak the Language
- 1984 – Bouncin' Off the Walls

Hitsinglar
- 1982 – "Work So Hard" (US AC #32)
- 1983 – "Break My Stride" (US #5, US AC #4, US Dance #17, US R&B #76)
- 1984 – "The Kid's American" (US #33)
- 1985 – "Bouncin' Off the Walls" (US #53)